# آنا لي فيشر
آنا لي فيشر (بالإنجليزية: Anna Lee Fisher)‏ (تينغل قبل الزواج) (مولودة في 24 أغسطس، 1949) كيميائية أمريكية، وطبيبة طوارئ، ورائدة فضاء سابقة في وكالة ناسا. متزوجة سابقًا من رائد الفضاء الزميل بيل فيشر، وأم لطفلين، أصبحت أول أم في الفضاء عام 1984. شاركت في ثلاثة برامج رئيسية خلال مسيرتها المهنية في ناسا، وهي: مكوك الفضاء، ومحطة الفضاء الدولية، ومشروع أوريون.

## سيرة حياتها

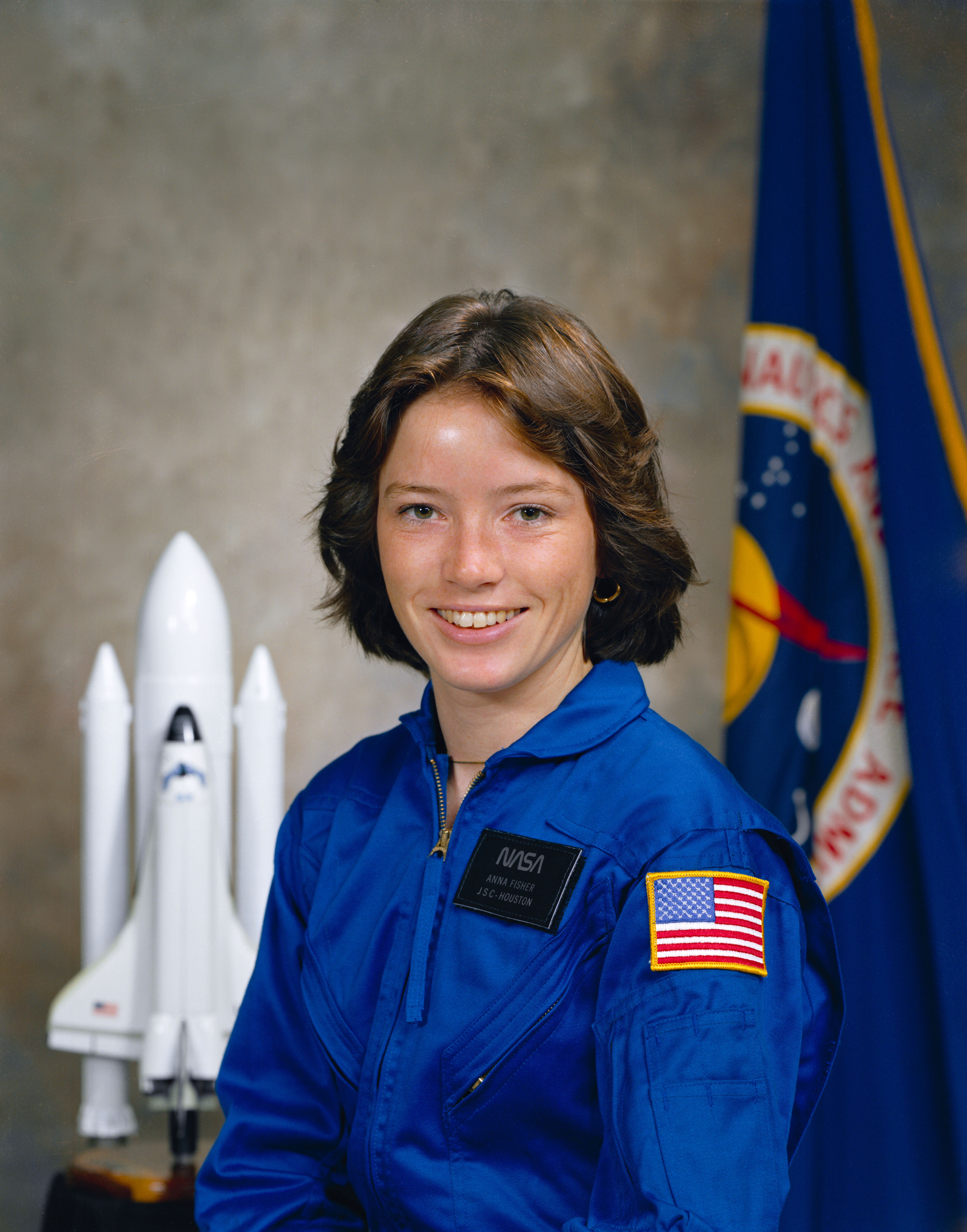
آنا فيشر 1979

وُلدت فيشر في نيويورك، وترعرعت في سان بيدرو في كاليفورنيا. أنهت دراستها الثانوية في مدرسة سان بيدرو عام 1967. حصلت على البكالوريوس في الكيمياء من جامعة كاليفورنيا في لوس أنجلوس في عام 1971. بقيت فيشر في جامعة كاليفورنيا في لوس أنجلوس، وبدأت دراسة الكيمياء في المدرسة العليا في مجال دراسات بلورات المركبات المعدنية بالأشعة السينية. انتقلت في السنة التالية إلى مدرسة الطب في جامعة كاليفورنيا في لوس أنجلوس، حيث حصلت على الدكتوراه في الطب عام 1976. أكملت تدريبها في مستشفى هاربور العام في توررانسي في كاليفورنيا عام 1977. اختارت التخصص في طب الطوارئ، وعملت في عدة مستشفيات في منطقة لوس أنجلوس. عادت فيشر لاحقًا إلى المدرسة العليا وحصلت على ماجستير العلوم في الكيمياء من جامعة يو سي إل إيه في عام 1987. تقيم في هيوستن في ولاية تكساس.

## مسيرتها المهنية في ناسا
اختيرت فيشر مرشحة لتكون رائدة فضاء في يناير عام 1978. في أغسطس عام 1979 أكملت فترة تدريبها وتقييمها، وهذا ما جعلها مؤهلة لتعيينها أخصائية مهام لطواقم رحلات مكوك الفضاء.
بعد برنامج التدريب الأساسي الذي استغرق عامًا، تضمنت تعيينات فيشر المبكرة في ناسا (قبل المهمة إس تي إس-1، وحتى المهمة إس تي إس-4) ما يلي:
- تطوير واختبار نظام المناورة عن بعد (أر إم إس) الخاص بالذراع الآلية كانادارم. دُعي بشكل شائع «الذراع الآلية» للمكوك.
- المساهمة في تصميم بدلات الفضاء المصنوعة لتلائم النساء (دُعيت وحدات التنقل الصغيرة خارج المركبة أو إي إم يو إس).
- تطوير واختبار الإجراءات الطارئة للسير في الفضاء عن طريق باب مخزن الحمولة، وإجراءات الإصلاح الطارئة.
- التحقق من برمجيات الطيران في مختبر دمج إلكترونيات طيران المكوك (إس إيه آي إل)، وعن طريق هذه الوظيفة قامت بمراجعة متطلبات الاختبارات وإجراءات الصعود، والإجراءات في المدار، والتحقق من برمجيات أر إم إس، وعملت مقيّمة للطاقم من أجل اختبار التحقق والتطوير في المهمات إس تي إس-2، وإس تي إس-3، وإس تي إس-4.
- من المهمة إس تي إس-5 وحتى إس تي إس-7، ساعدت فيشر في اختبارات دمج المركبات، واختبارات الحمولة في مركز كينيدي للفضاء. بالإضافة إلى ذلك، ساعدت فيشر في كل اختبار طيران مداري (في المهمات إس تي إس 1 إلى 4) في الإطلاق والهبوط (في الموقع الرئيسي أو الاحتياطي) بصفتها طبيبة في مروحيات الإنقاذ، وقدمت مساهمات عملياتية وطبية لتطوير إجراءات الإنقاذ. كانت فيشر المتواصلة مع المركبة الفضائية في المهمة إس تي إس-9.
- حلقت في النهاية على متن مكوك الفضاء ديسكفري في المهمة إس تي إس-51-إيه في أواخر عام 1984. نشرت المهمة قمرين اصطناعيين، واستعادت قمرين آخرين موضوعين في مدارات خاطئة بسبب عطل في محركات تغير المسار الخاصة بها.

### ما بعد تشالنجر
عُينت فيشر أخصائية مهمة إس تي إس-61-إتش قبل كارثة مكوك الفضاء تشالنجر. عملت بعد الحادثة ممثلة لفرع تطوير المهام في مكتب رواد الفضاء، وممثلة لمكتب رواد الفضاء لقضايا ملف بيانات الرحلة. عملت في هذه الوظيفة ممثلة طاقم في مجلس تغيير إجراءات الطواقم. عملت فيشر في مجلس اختيار رواد الفضاء في عام 1987 لفئة رواد الفضاء. عملت فيشر أيضًا في مكتب دعم محطة الفضاء حيث كان دوامها جزئيًا في فرع عمليات محطة الفضاء. كانت ممثلة الطواقم في دعم تطوير محطة الفضاء في مجالات التدريب، ومفاهيم العمليات، ومرفق الحفاظ على الصحة.

## ريادة الفضاء
شاركت في المهمات الفضائية:
- STS-51-A.